# Devin Harris
Devin Lamar Harris (Milwaukee, Wisconsin, 27 de febrer de 1983), és un jugador de bàsquet professional estatunidenc que juga als Atlanta Hawks de l'NBA. Mesura 1,91 metres i juga de base.